# Лигурија
Лигурија (итал. Liguria, лиг. Ligûria) је једна од 20 регија Италије. Налази се у северозападном делу земље. Главни град је Ђенова, а познати градови су и Ла Специја, Савона, Империја и Санремо.
Лигурија је позната по изузетно лепо ривијери дуж обала истоименог Лигурског мора.

## Порекло назива
Лигурија је добила име по древном племену Лигурима, које је у праисторији насељавало ове и суседне крајеве.

## Положај
Лигурија је северозападна покрајина Италије са државном границом ка Француској на западу. На југу се налази Тиренско море. Са осталих страна налазе се друге италијанске покрајине:
- север - Пијемонт
- североисток - Емилија-Ромања
- исток - Тоскана

## Природне одлике
Површина покрајине је 5.421 km² и по овоме је Лигурија међу површински мањим италијанским покрајинама.

### Рељеф
Лигурија је по свом облику издужена област, правећи лук око Ђеновског залива, најсевернијег дела Тиренског мора. Област Лигурије је позната по веома покренутом терену. Тако планине чине 65% површине Лигурије, а брда и брегови 35%. Равничарских крајева готово да и нема. Обални појас чини Италијанску ривијеру. Њега чини низ малих и исцепканих котлина, разграничених клифовима и стрмим одсецима. Овај појас је ширине 7-35 km. Даље у унутрашњости издижу се Лигурски Алпи на западу, а Лигурски Апенини на истоку.

### Клима
Клима у већем делу Лигурије је средоземна клима. Тако, Ђенова у јануару има просечну температуру од 8-10 °C. Просечне летње температуре у граду су 25-30 °C. Има много падавина. Ђенова има око 2000 mm кише годишње. У вишим крајевима клима је оштрија, а на вишим планинама влада планинска клима.

### Воде
Лигурија излази на Ђеновски залив, најсевернији део Тиренског мора. Сва важна насеља и огромна већина становништва је упућена на њега (рибарство, лучне делатности, приморски туризам). У северном делу налазе се изворишта неколико река, важних у северној Италији: Бормида, Скривија. Ове реке теку ка северу и Падској низији. Водотоци који теку ка југу су кратки, мали и са великим падом.

### Биљни и животињски свет
Иако је подручје јако густо настањено, шуме покривају половину површине покрајине.

## Управна подела
Лигурија је подељена у 4 округа, одн. провинције са истоименим градовима као управним средиштима:
- Ђенова
- Империја
- Ла Специја
- Савона

## Историја
Лигурија је старо име, које датира из времена пре Римљана. Лигурци су настањивали средоземну обалу од река Роне до Арноа. Каснија сеоба Гала је довела до мешања становништва и галско-лигурске културе. Лигурија је у 2. веку п. н. е. дошла под власт старог Рима.
За време средњег века Ђенова је овладала већином Лигурије. Ћеновљанска Република је владала већином Лигурије све до 1796. г. На почетку раздобља Ђенова је била веома моћна држава у Средоземљу, највећи такмац Млечанима у трговини са Истоком. У том раздобљу било је неколико прекида у 15. и 16. веку, када је подручје било под управом Војводства Милана или Француза.
Република је 1796. г. дошла под власт француске војске под командом Наполеона. Наполеон је реорганизовао подручје у Лигурску Републику, њему зависну творевину која је била краткога века и трајала је до 1805. г. Тада је Наполеон припојио подручје Француској, а 1815. г. Лигурија је ушла у посед краљевине Сардиније, која ће касније, оснивањем Италије, ући у првобитни склоп Краљевине Италије.

## Становништво
Због нискога наталитета, старења становништва и јаке економске кризе у 80-им и 90-им Лигурија губи становништво од 1970. Тако данас она има око 1,6 милиона становника, што је за око 250.000 мање него пре четири деценије.
Густина насељености је око 300 становника по км², што је више од државног просека (200 ст./км²) и у самом врху међу италијанским покрајинама. Најгушће је насељена Ривијера, посебно градско подручје Ђенове. Планински крајеви дуж северне границе су знатно ређе насељени.

### Етничка слика
У покрајини доминира италијанско становништво. Због нискога наталитета, старења становништва и јаке економске кризе у 80-им и 90-им Лигурија је изгубила 200.000 становника, да би након економског опоравка касних 90-их, почела привлачити велики број страних досељеника. У Лигурији је 2005. живело 65.994 досељеника рођена ван Италије.

### Језик
Званичан језик је италијански језик, али се у области користи лигурско наречје, које неки сматрају у засебним лигурским језиком.

## Привреда
Пољопривреда је ограничена брдовитим тереном, па се у подручју производе највише маслине, воће и цвеће.
Од индустрије најзначајније су бродоградња, хемијска и петрохемијска индустрија и челичане.
Лигурски терцијарни сектор зависан је од лука у Ђенови и Империји и војној бази Ла Специја.

## Галерија
Фотографије градова покрајине
- Ла Специја
- Савона
- Империја (лука Маурицио)